# فرودگاه هانژونگ کسیگوان
فرودگاه هانژونگ کسیگوان (به انگلیسی: Hanzhong Xiguan Airport) یک فرودگاه همگانی با کد یاتا HZG است . این فرودگاه در کشور چین قرار دارد .